# ميدونا دي ليفينزا
ميدونا دي ليفينزا هي بلدية تقع في مقاطعة تريفيزو ضمن إيطاليا في منطقة فنيتة، تقع على بعد حوالي 45 كم شمال شرق البندقية و30 كم شمال شرق تريفيزو.
تحد ميدونا دي ليفينزا البلديات التالية: أنوني فينيتو، غورغو آل مونتيكانو، موتا دي ليفينزا، باسيانو دي بوردينوني، برافيسدوميني.
وهي مصدر الاسم الطوبوني ميدونا.